# Остредок
Остредок (словац. Ostredok) — найвища гора масиву Велика Фатра, в центральній Словаччині. Висота 1592 м. Знаходиться в області Гольна Фатра, частина лісів якої вирубана. Рельєф вершини плоский, не підноситься над іншими висотами хребта. Південно-західний схил досить крутий, з великою небезпекою сходження снігових лавин у зимовий період.